# Апшак-Пеляк
Апшак-Пеляк (горномар. Ӓпшӓт-Пелӓк) — деревня в Горномарийском районе Республики Марий Эл. Входит в состав Кузнецовского сельского поселения.

## География
Находится в юго-западной части республики Марий Эл на расстоянии приблизительно 18 км на юг-юго-восток от районного центра города Козьмодемьянск.

## История
В XVI—XVIII веках упоминалась как «деревня Кузнецова Апшат Пеляк». В 1717 году здесь было 57 дворов (329 человек). В 1795 году при деревне Кузнецово Апшат Пеляк (30 дворов) имелись выселки Нижний Лукаев, Верхний Лукаев и Сауткин. В 1859 году в околодке Апшак Пеляк числилось 44 двора (204 человека); в 1897 году — 40 дворов (212 человек); в 1915 году — 44 двора с населением в 244 человека. В 1919 году в деревне было 46 дворов с населением в 237 человек, а в 1925 году — 234. В 2001 году здесь было отмечено 47 дворов. В советское время работали колхозы «Сигнал», «Достижение», «Дружба» и СПК «Кузнецовский».

## Население
Население составляло 146 человек (горные мари 96 %) в 2002 году, 140 в 2010.